# Catherine Deneuve

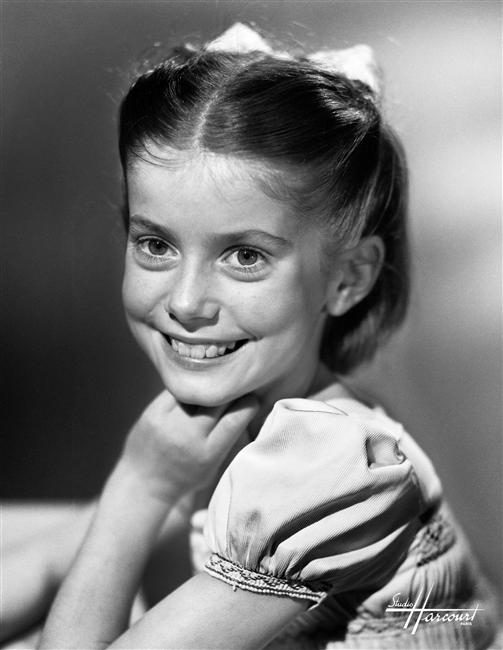
Deneuve (1952)

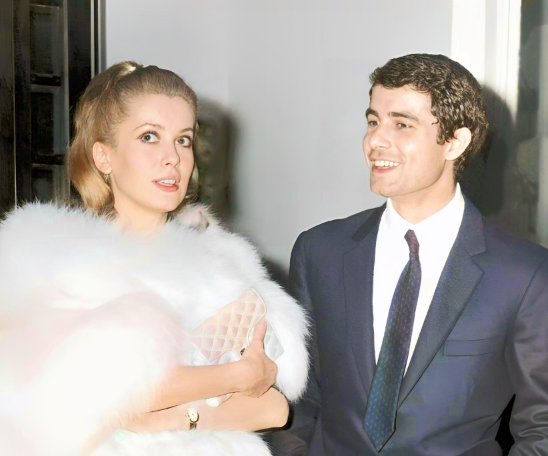
Deneuve i Nino Castelnuovo podczas włoskiej premiery filmu Parasolki z Cherbourga (1965)

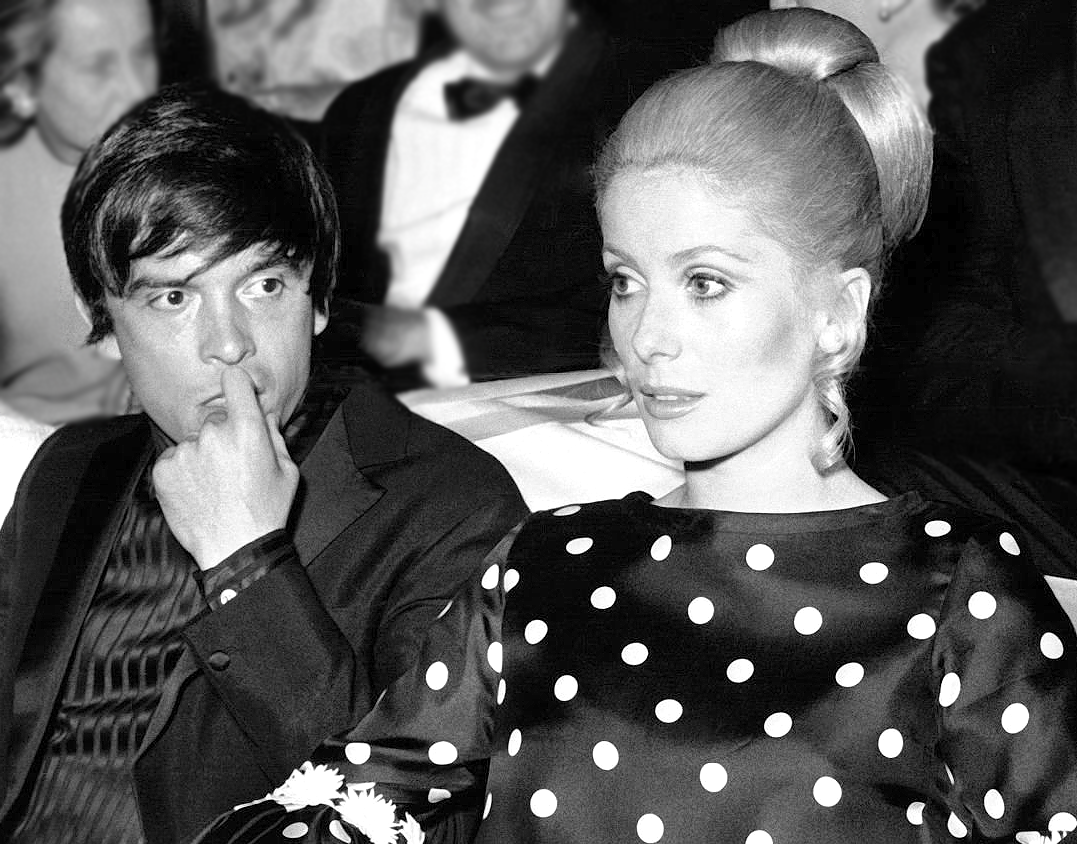
David Bailey i Deneuve (1967)

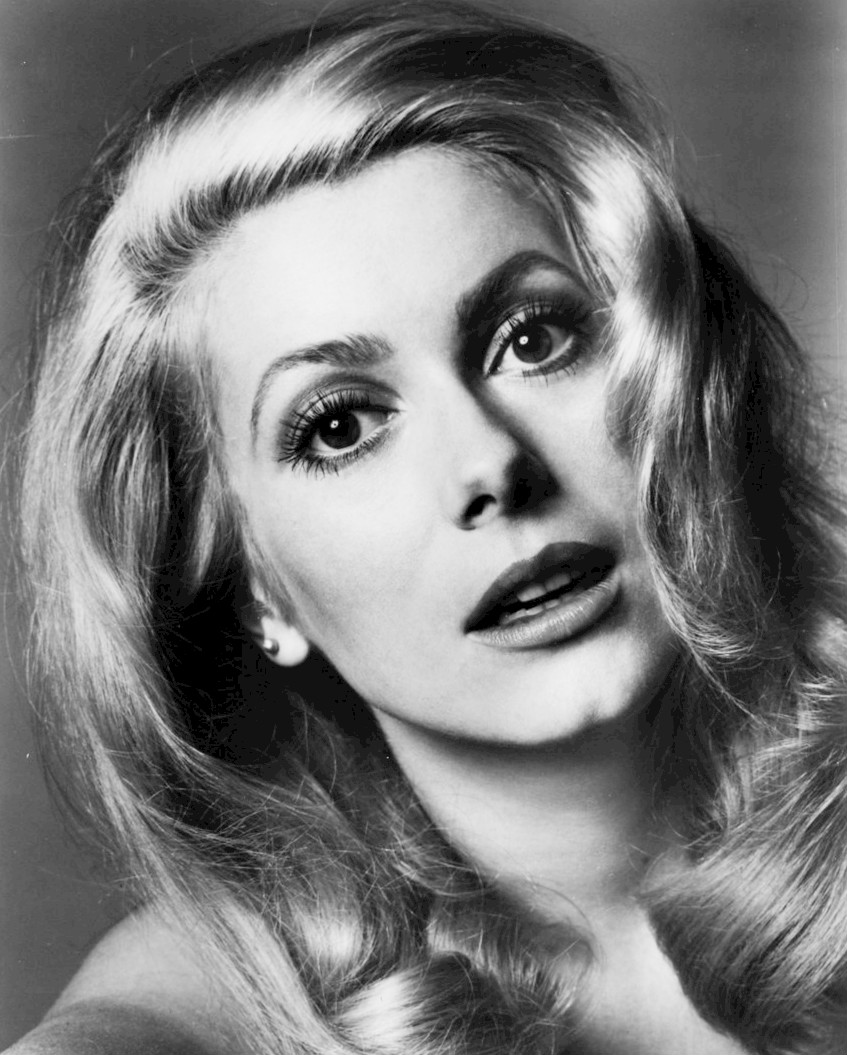
Deneuve (1969)

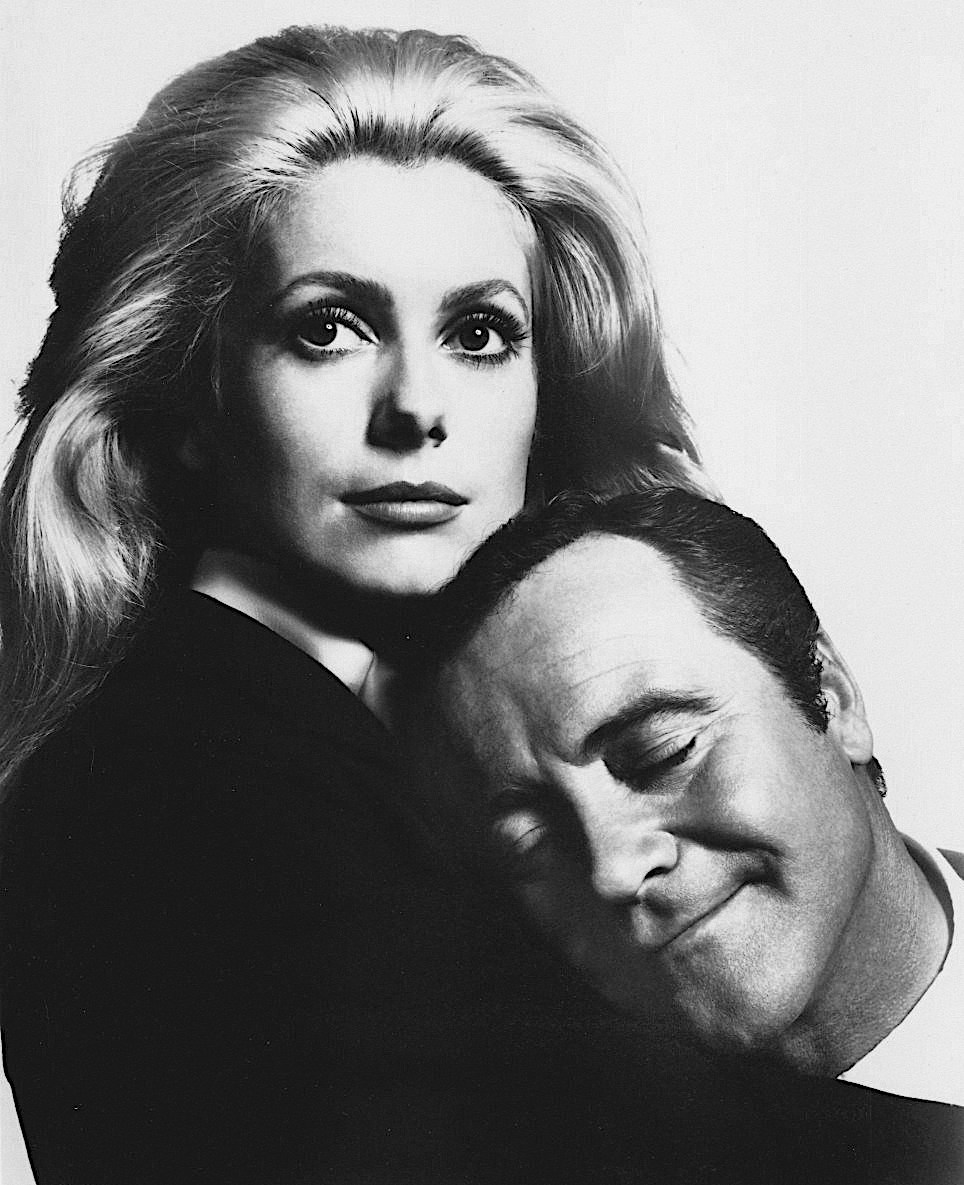
Deneuve i Jack Lemmon w filmie Kwietniowe szaleństwa (1969)

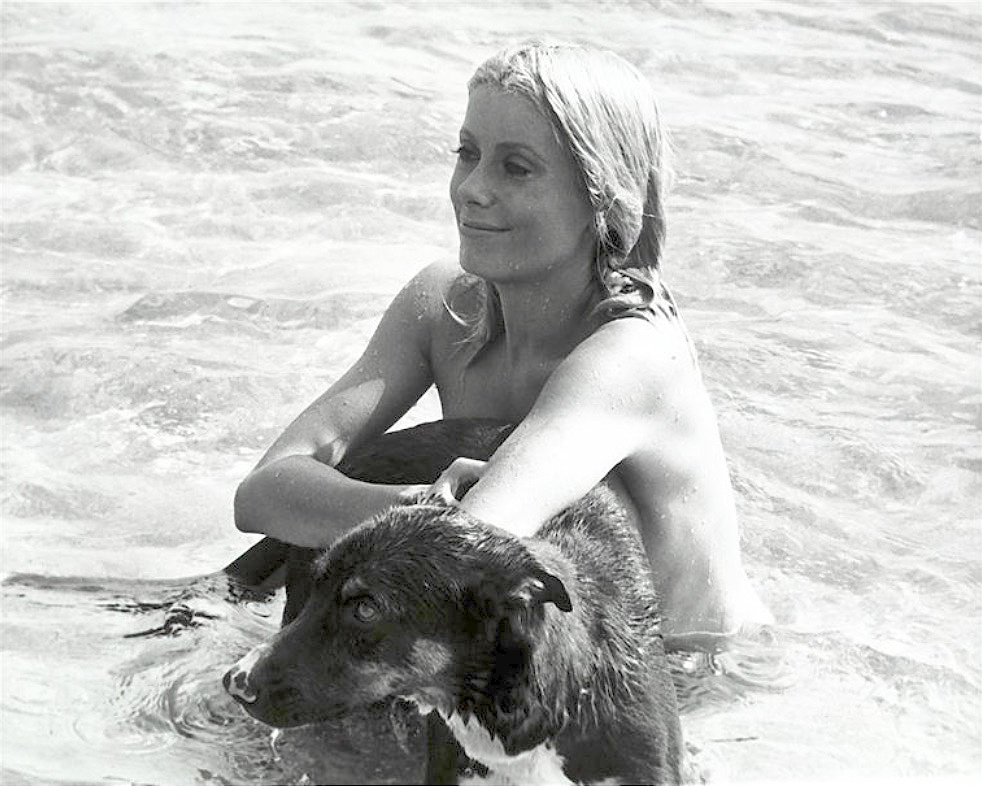
Deneuve na planie filmu Liza (1972)

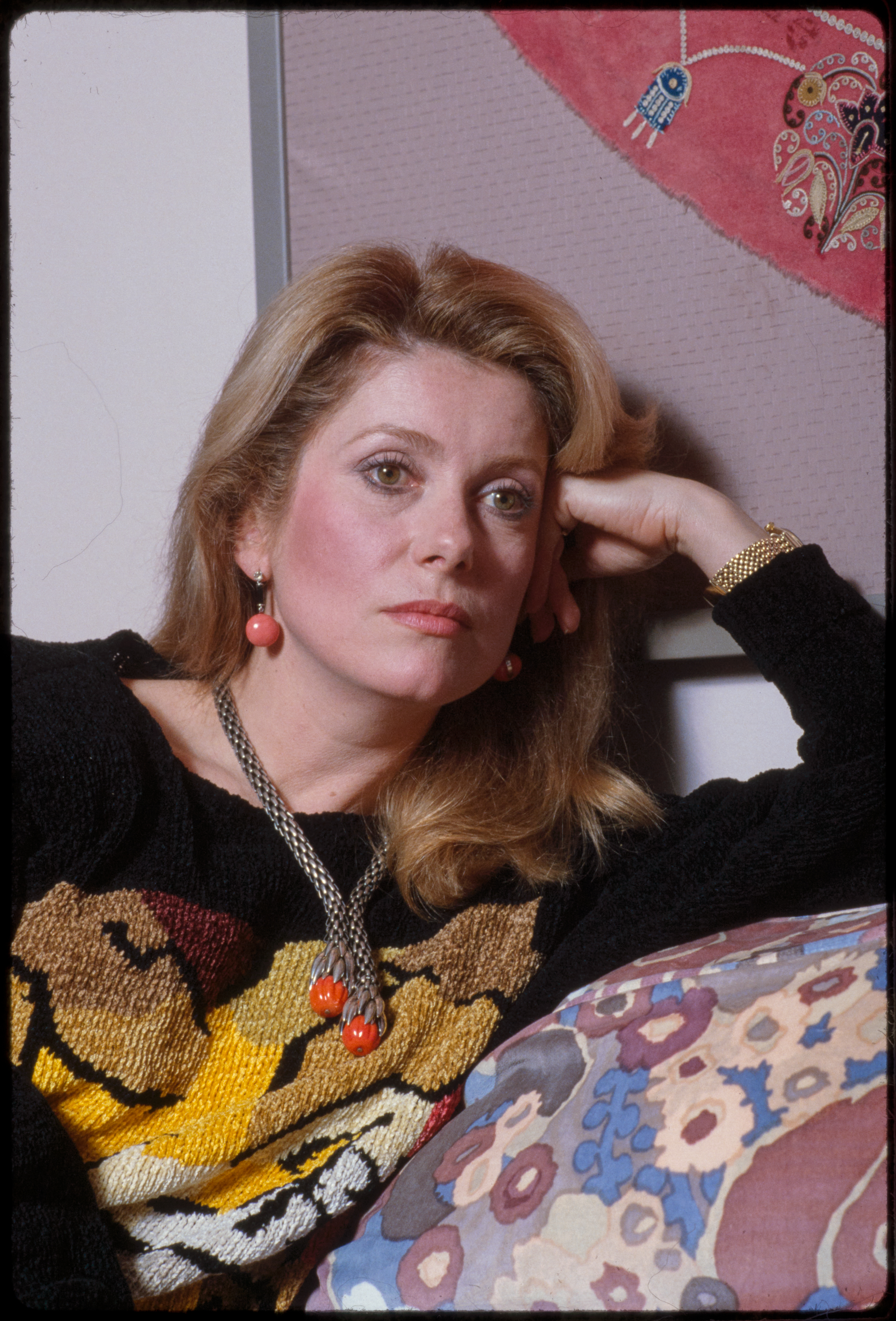
Deneuve (1983)

Catherine Deneuve, właśc. Catherine Fabienne Dorléac (ur. 22 października 1943 w Paryżu) – francuska aktorka filmowa, określana bywa mianem pierwszej damy francuskiego kina.
Zadebiutowała jako aktorka epizodyczną rolą w filmie André Hunebelle’a Les collégiennes (1956). Od tamtej pory zagrała w ponad 100 filmach, przy czym do najważniejszych w jej karierze należą: Parasolki z Cherbourga (1964), Tristana (1970), Księżniczka w oślej skórze (1970), Cudze pieniądze (1978), Ostatnie metro (1980), Fort Saganne (1984), Miejsce zbrodni (1986), Miejmy nadzieję, że to będzie córka (1986), Dziwne miejsce na spotkanie (1988), Indochiny (1992), Moja ulubiona pora roku (1993), Place Vendôme (1998), Tańcząc w ciemnościach (2000) i 8 kobiet (2002). Wielokrotnie współpracowała z reżyserami, takimi jak m.in. Jacques Demy, Philippe de Broca, Luis Buñuel, Jean-Paul Rappeneau, Claude Berri i André Téchiné. Na ekranie kilkukrotnie partnerowali jej m.in. Marcello Mastroianni i Gérard Depardieu.
W latach 1985–1999 jej rysy twarzy prezentowała Marianne, nieoficjalny symbol Republiki Francuskiej.

## Życiorys

### Rodzina i edukacja
Urodziła się 22 października 1943 o godz. 13:35 w klinice przy cité des Fleurs 22 w 17. dzielnicy Paryża. Jest trzecią z czterech córek aktorów, Maurice’a Dorléaca (zm. 4 grudnia 1979) i Renée Deneuve. Matka zrezygnowała z kariery scenicznej i zajmowała się domem, ojciec pracował jako aktor przy dubbingu zagranicznych filmów, a później jako przedstawiciel wytwórni Paramount. Dorastała z dwiema starszymi siostrami: Danielle (ur. 1936) i Françoise (ur. 1942, zm. 1967), i młodszą siostrą, Sylvie (ur. 1946).
Uczęszczała do szkoły wyznaniowej Lamazou i liceum La Fontaine. Była introwertycznym dzieckiem. Przerwała naukę na półtora roku przed uzyskaniem świadectwa maturalnego.

### Kariera zawodowa
Pierwszą pracę podjęła w studiu dubbingowym Paramount. Zachęcona przez ojca, rozpoczęła karierę filmową. Zadebiutowała na wielkim ekranie jako nastolatka występem w filmie André Hunebelle’a Les Collégiennes (1956). Następnie zagrała w filmie Jacques’a Willa Les petits chats, który z powodu cenzury nie trafił do dystrybucji. Przy okazji kręcenia tego filmu zaczęła występować pod nazwiskiem matki. Następnie zagrała siostrę Dominique (Françoise Dorléac w filmie Michela Fermauda Les portes claquent (1960), Catherine w filmie Jacques’a-Gérarda Cornu L’Homme à femmes (1960). Wystąpiła jako Sophie, jedna z tytułowych bohaterek, w filmie Marka Allégreta Parisiennes (1961), a niedługo przed rozpoczęciem zdjęć do tej produkcji przefarbowała włosy na blond. Następnie zagrała w dwóch krytycznie przyjętych filmach: Manuelle w komedii Grishy M. Dabata A szatan prowadził bal (Et satan conduit le bal, 1962) i Justine Morand w dramacie wojennym swojego ówczesnego partnera życiowego Rogera Vadima Występek i cnota (Le vice et la vertu, 1963).
Przełomem w jej karierze okazał się występ w roli Geneviève w filmie muzycznym Jacques’a Demy Parasolki z Cherbourga (Les parapluies de Cherbourg, 1964), który został nagrodzony Złotą Palmą na Festiwalu Filmowym w Cannes i był nominowany do Oscara dla najlepszego pełnometrażowego filmu zagranicznego. Za występ w tym filmie otrzymała gażę w wysokości 25 tys. franków. Następnie zagrała Denise w chłodno przyjętej przez krytyków komedii Édouard Molinaro Polowanie na mężczyznę (La chasse à l’homme, 1964), Isabelle w komedii Philippe’a de Broci Pan do towarzystwa (Un monsieur de compagnie, 1964) i Lori w dramacie Pasquale’a Festę Campanile La costanza della ragione (1964).
W latach 1965–1969 wystąpiła w co najmniej 14 filmach, m.in. we Wstęcie (Repulsion, 1965) Romana Polańskiego, w Pieśni świata (Chant du monde, 1965) Marcela Camusa, docenionym przez krytyków Życiu zamku (La vie de château, 1966) Jeana-Paula Rappeneau, chłodno przyjętych Stworzeniach (Les créatures, 1966) Agnès Vardy, chwalonych przez recenzentów i widzów Panienkach z Rochefort (Les demoiselles de Rochefort, 1967) Jacques’a Demy’ego czy kasowej i zachwalanej Piękności dnia (Belle de jour, 1967) Juana-Luisa Buñuela. Premiera Piękności dnia wywołała sporo kontrowersji, m.in. z uwagi na ocenzurowanie kilku scen filmu przed dopuszczeniem filmu do kin, ale Deneuve dzięki tej produkcji zyskała miano pierwszej damy francuskiego kina oraz otrzymała m.in. nagrodę za interpretację na Festiwalu Filmowym w Acapulco i nokinację do British Awards. Na planie Piękności dnia poznała projektanta mody Yves Saint Laurent, z którym nawiązała wieloletnią współpracę.
Próbując poradzić sobie z tragiczną śmiercią siostry Françoise Dorléac, która zginęła w wypadku samochodowym w czerwcu 1967, całkowicie poświęciła się pracy. Zagrała Anne w komedii Michela Deville’a Benjamin, czyli pamiętnik cnotliwego młodzieńca (Benjamin ou les Mémoires d’un puceau, 1968) oraz główne role żeńskie w dwóch krytycznie przyjętych filmach: tytułową bohaterkę dramatu Jeana Aurela Manon 70 (1968) i baronową Marię Vetserę we francusko-brytyjskiej superprodukcji Terence’a Younga Mayerling (1968). Przychylne recenzje zebrała po występie w roli Lucile w filmie Alaina Cavaliera Zawirowania serca (La chamade, 1968).
W drugiej połowie 1968 wyjechała do Hollywood, gdzie nakręciła film Stuarta Rosenberga Kwietniowe szaleństwa (Prima aprilis, 1969), za występ w którym zebrała mieszane recenzje. Podczas pobytu w USA udzieliła okładkowego wywiadu redakcji czasopisma „Life”, pojawiła się na okładce „Newsweeka”, a redaktorzy gazety „Look” okrzyknęli ją „najpiękniejszą kobietą świata”. W latach 1969–1977 reklamowała perfumy Chanel No. 5 na amerykańskim rynku.
Po powrocie do Francji zagrała Julie Roussel i Marion Vergano w chłodno przyjętym filmie François Truffauta Syrena z Mississipi (La Sirène du Mississipi, 1969) z Jeana-Paulem Belmondo. Wystąpiła gościnnie w filmie Philippe’a Labro Tout peut arriver (1969). Zagrała tytułową rolę w dramacie Luisa Buñuela Tristana (1970), który zachwycił krytyków i zdobył m.in. pierwszą nagrodę Zawodowego Związku Artystów, złoty medal madryckiej Akademii Sztuk Pięknych oraz był nominowany do Oscara w kategorii najlepszego filmu nieanglojęzycznego. Następnie wystąpiła w tytułowej roli w muzycznym filmie fantasy Jacques’a Demy Księżniczka w oślej skórze (Peau d’Âne, 1970), który osiągnął sukces komercyjny i zebrał przychylne recenzje.
Zagrała u boku Marcello Mastroianniego główne role żeńskie w dramatach: To się zdarza tylko innym (Ça n’arrive qu’aux autres, 1971) Nadine Trintignant i Liza (La cagna, 1972) Marco Ferreriego oraz w komediach: Największe wydarzenie od czasu, kiedy człowiek stanął na księżycu (L'Événement le plus important depuis que l’homme a marché sur la Lune, 1973) Jacques’a Demy’ego i Nie dotykaj białej kobiety! (Touche pas à la femme blanche, 1974) Marco Ferreriego. W międzyczasie wystąpiła także w drugoplanowej roli Cathy w kryminale Gliniarz (Un flic, 1972), ostatnim filmie wyreżyserowanym przez Jeana Pierre’a Melville’a przed jego śmiercią w sierpniu 1973. Następnie zagrała w filmach: Kobieta w czerwonych butach (La femme aux bottes rouges, 1974) Juana-Luisa Buñuela, Czyny szlachetnego rodu (Fatti di gente per bene, 1974) Mauro Bologniniego, Zig-Zig (1975) Claude’a Berriego, Agresja (L’Agression, 1975) Gérarda Piresa, Pigalak (Hustle, 1975) Roberta Aldricha, jednak żaden z nich nie osiągnął sukcesu komercyjnego, za to większość zebrała krytyczne recenzje. Nad Zig-Zig pracowała także jako producentka filmowa z ramienia własnej firmy – Films de la Citrouille.
Kolejny sukces osiągnęła dzięki roli Nelly w ciepło przyjętym przez krytykę i kasowym filmie Jeana-Paula Rappeneau Samotnik (Le sauvage, 1975), za którą była nominowana do nagrody Cezara dla najlepszej aktorki. Następnie zagrała Elizę, żonę głównego bohatera psychologicznego thrillera Dino Risiego Anima persa (Ames perdues, 1976) z Vittorio Gassmanem. W swoim kolejnym filmie, dramacie Claude Leloucha Si c’était à refaire (1976), po raz pierwszy w karierze wcieliła się w postać matki. Wystąpiła także w krytycznie przyjętym przez krytyków dramacie wojennym Dicka Richardsa Maszeruj albo giń (March or Die, 1977).
Po przerwaniu zdjęć do filmu Roberta Enrico Coup de foudre zawiesiła karierę i przez kolejny rok nie zagrała w żadnej produkcji. Powróciła do pracy rolą pani detektyw Claude Aplhand w filmie Hugo Santiago Ecoute voir (1979), po czym zagrała Nancy Markham, żonę Henriego Rainiera (Jean-Louis Trintignant), w nagrodzonym Cezarem dreszczowcu Christiana de Chalonge’a Cudze pieniądze (L’argent des autres, 1978). Następnie wystąpiła w komediach: Ils sont grands ces petits (1979) Joëla Santoniego i Courage, fuyons (1979) Yves’a Roberta, a także w melodramacie Claude’a Leloucha We dwoje (A nous deux, 1979).
Status gwiazdy francuskiego kina podtrzymała rolą Marion Steiner w kasowym dramacie obyczajowym François Truffauta Ostatnie metro (Le dernier métro, 1980), który otrzymał 10 Cezarów, w tym nagrodę dla najlepszej aktorki dla Deneuve. Następnie zagrała businesswoman Alice, która wspomina swoje dawne relacje uczuciowe, w komedii romantycznej Claude Berriego Kocham was wszystkich (Je vous aime, 1980). Serge Gainsbourg, zainspirowany sukcesem piosenki „Dieu fumeur dr havanes”, którą na potrzeby filmu nagrał w duecie z Deneuve, przygotował dla aktorki materiał na jej album studyjny pt. Souviens-toi de m’oublier wydany w 1981, który spotkał się z chłodnym odbiorem wśród słuchaczy i recenzentów. Następnie zagrała w filmach: Wybór broni (Le choix des armes, 1981) Alaina Corneau, Hotel Ameryka (Hôtel des Amériques, 1981) André Téchinégo, Szok (Choc, 1982) Robina Davisa i Afrykanin (L’Africain, 1982) Philippe’a de Broki, Zagadka nieśmiertelności (The Hunger, 1983) Tony’ego Scotta, Szczególna przyjemność (Le bon plaisir, 1984) Francisa Girod oraz Słowa i muzyka (Paroles et musique, 1984) Élie Chouraquiego, a także w kasowym dramacie wojennym Fort Saganne (1984) z Gérardem Depardieu.
W latach 80. zaczęła nagrywać audiobooki wydawane na kasetach magnetofonowych, m.in. Les petits chevaux de Tarquinia Marguerite Duras, Witaj, smutku Françoise Sagan i Les paradis aveugles Duong Thu Huong. Poza tym zaprojektowała kolekcję biżuterii, która była prezentowana w Japonii, Brazylii i Stanach Zjednoczonych.
W latach 1985–1999 rysy twarzy Deneuve przedstawiała Marianne, nieoficjalny symbol Republiki Francuskiej.
Po rocznej przerwie od występowania w filmie wystąpiła w roli Lili, samotnej matki, w dramacie psychologicznym André Téchiné’a Miejsce zbrodni (Lieu du crime, 1986), który został zakwalifikowany do konkursu głównego podczas 39. Międzynarodowego Festiwalu Filmowego w Cannes, a Deneuve za występ w filmie była nominowana do festiwalowej nagrody za najlepszą pierwszoplanową rolę kobiecą. Następnie zagrała Claudię w komedii Mario Monicellego Miejmy nadzieję, że to będzie córka (wł. Speriamo che sia femmina, 1986), która otrzymała siedem nagród Donatello. Również w 1986 wystąpiła w telewizyjnej kampanii na rzecz prywatyzacji banku Compagnie de Suez (za co otrzymała 4 mln funtów) i wypuściła do sprzedaży perfumy „Deneuve”, sprzedawane w USA i we Francji.
W 1988 założyła spółkę Deneuve S.A., zajmującą się zarządzaniem działalnością handlową prowadzoną przez aktorkę. Do końca lat 80. Deneuve zagrała jeszcze w kilku filmach: Zmącone śledztwo (Agent trouble, 1987) Jeana-Pierre’a Mocky’ego, Fréquence meurtre (1988) Élisabeth Rappeneau i Dziwne miejsce na spotkanie (Drôle d’endroit pour une rencontre, 1988) François Dupeyrona, którego była także współproducentką. Za występ w Dziwnym miejscu…, którego była także współproducentką, po raz piąty w karierze była nominowana do nagrody Cezara dla najlepszej aktorki.
Lata 90. rozpoczęła od występu w roli Lili Ripoche w krytycznie przyjętym filmie Jeana-Loupa Huberta Królowa karnawału (La reine blanche, 1991). Za rolę Eliane Devries, właścicielki plantacji drzew kauczukowych, w oscarowym melodramacie wojennym Régisa Wargniera Indochiny (Indochine, 1992) otrzymała nagrodę Cezara dla najlepszej aktorki i nominację do Oscara dla najlepszej aktorki pierwszoplanowej. Za rolę Emilie w filmie André Téchiné’a Moja ulubiona pora roku (Ma saison préférée, 1993), w którym u jej boku zadebiutowała córka, Chiara, otrzymała nominację do Cezara dla najlepszej aktorki. Zagrała markizę de Theux, arystokratkę zafascynowaną grą w szachy, w filmie Yves’a Hanchara La partie d’échecs (1993), który poniósł komercyjną porażkę. Również w 1993 wydała album ze swoimi zdjęciami – Portraits choisis. W latach 1993–1996 występowała w reklamach kosmetyków Yves Saint Laurent, za co otrzymała łącznie 20 mln franków. W 1994 zasiadła w jury konkursu głównego na 47. MFF w Cannes. Zagrała żonę naukowca (John Malkovich) w dramacie psychologicznym Manoela de Oliveiry Klasztor (O convento, 1995), który brał udział w konkursie głównym na 48. MFF w Cannes. Również w 1995 nagrała utwór „Paris Paris” na album studyjny Malcolma McLarena pt. Paris. Następnie wystąpiła jako profesor filozofii Marie w ciepło przyjętym przez krytykę dramacie André Téchiné’a Złodzieje (Les voleurs, 1996) i Jeanne/Solange w filmie Raúla Ruiza Genealogia zbrodni (Généalogies d’un crime, 1997). W międzyczasie wypowiedziała się o zmarłej siostrze, Françoise Dorléac, w książce biograficznej Elle s’appelait Françoise (pol. Na imię miała Françoise) oraz w filmie dokumentalnym Canal+ o tym samym tytule.
W 1998 na 48. MFF w Berlinie otrzymała Honorowego Złotego Niedźwiedzia za całokształt dokonań aktorskich. Za rolę Marianne Malivert w filmie kryminalnym Nicole Garcii Place Vendôme (1998) otrzymała Puchar Volpiego dla najlepszej aktorki na 55. Międzynarodowym Festiwalu Filmowym w Wenecji i nominację do Cezara dla najlepszej aktorki. W 1999 do kin trafiło pięć filmów z Deneuve: Powiew nocy (Le vent de la nuit) i Moja piękna teściowa (Belle-maman) Gabriela Aghiona, Pola X Leosa Caraxa, Czas odnaleziony (Le temps retrouvé) Raúla Ruiza i Wschód-Zachód (Est-Ouest) Régisa Wargniera. Zagrała drugoplanową rolę Kathy w dramacie muzycznym Larsa von Triera Tańcząc w ciemnościach (Dancer in the Dark, 2000), który został wyróżniony Złotą Palmą na 53. Międzynarodowym Festiwalu Filmowym w Cannes i Europejską Nagrodą Filmową dla najlepszego filmu.
W 2001 została ambasadorką reklamową marki kosmetycznej L’Oréal. W tym samym roku zagrała królowe w filmach: Je rentee à la maison (2001) Manoela De Oliveiry, Tomcio Paluch (Le petit poucet, 2001) Oliviera Dahana i D’Artagnan (2001) Petera Hyamsa. Następnie wystąpiła – inkasując 450 tys. euro – w roli Gaby, antypatycznej pani domu i jednej z tytułowych bohaterek muzycznego filmu kryminalnego François Ozon 8 kobiet (8 femmes, 2002), który osiągnął komercyjny sukces i był nominowany do Europejskiej Nagrody Filmowej i przyniósł Deneuve – oraz reszcie obsady – Srebrnego Niedźwiedzia MFF w Berlinie za wybitny wkład artystyczny. Zagrała Fanette w krytycznie przyjętym przez recenzentów dramacie romantycznym Tonie Marshall Au plus près du paradis (2002) i Delfinę w dramacie przygodowym Manoela de Oliveiry Ruchome słowa (Um filme falado, 2003).
W 2003 po raz pierwszy w karierze zagrała w produkcjach telewizyjnych: wystąpiła – za 600 tys. euro – jako Madame de Merteuil w miniserialu Josée Dayan Niebezpieczne związki (Les Liaisons dangereuses, 2003), i Marię Bonaparte w filmie Benoîta Jacquota Princesse Marie (2004). W 2004 zagrała w filmach: Rois et reine Arnauda Desplechina, L’Emprise André Téchiné’a i Palais Royal Valérie Lemercier. W 2006 przewodniczyła jury na 63. MFF w Wenecji. W 2008 odebrała nagrodę za całokształt twórczości na 61. MFF w Cannes.

## Życie prywatne
Z reżyserem Rogerem Vadimem ma syna, Christiana (ur. 1963). 19 sierpnia 1965 poślubiła fotografa Davida Baileya, z którym rozstała się w 1968, a dwa lata później sfinalizowała rozwód. Do grudnia 1970 przez dwa lata pozostawała w nieformalnym związku z reżyserem François Truffautem. W latach 1971–1974 była związana z aktorem Marcello Mastroiannim, z którym ma córkę, Chiarę (ur: 28 maja 1972). W latach 80. była związana z dziennikarzem Pierre’em Lescure’em.
W 1971 podpisała się pod tzw. deklaracją „Manifest 343”, opowiadając się za prawem kobiet do przerywania ciąży. Uczestniczy w akcjach charytatywnych mających na celu zbiórkę pieniędzy na walkę z AIDS. Była ambasadorem dobrej woli UNESCO. Współpracowała także z organizacjami charytatywnymi: Amnesty International, Childrens of Africa, Reporters Sans Frontieres, Restos du Coeur i Perce-Neige. Choć stroni od publicznego angażowania się w kwestie polityczne, jej poglądy można określić jako lewicowe.

## Filmografia
aktorka
- 1956: Les collégiennes
- 1960: L’homme à femmes jako Catherine
- 1960: Les petits chats
- 1960: Les portes claquent jako Dany
- 1962: A szatan prowadził bal (Et satan conduit le bal) jako Manuelle
- 1962: Les parisiennes jako Sophie
- 1963: Wakacje w Portugalii (Vacances portugaises) jako Catherine
- 1963: Występek i cnota (La vice et la vertu) jako Justine
- 1964: Polowanie na mężczyznę (La chasse a l’homme) jako Denise
- 1964: La costanza della ragione jako Lori
- 1964: Najpiękniejsze oszustwa świata[81] jako Swindler
- 1964: Parasolki z Cherbourga (Les parapluies de Cherbourg) jako Genevičve Emery
- 1965: Wstręt (Repulsion) jako Carol Ledoux
- 1965: Życie zamku (La vie de château) jako Marie
- 1965: Pan do towarzystwa (Un monsieur de compagnie) jako Isabelle
- 1965: Karuzela miłości (Das Liebeskarussell) jako Angela
- 1965: Pieśń świata (Le chant du monde) jako Clara
- 1966: Stworzenia (Les créatures) jako Mylčne
- 1967: Piękność dnia (Belle de jour) jako Séverine Serizy
- 1967: Panienki z Rochefort (Les demoiselles de Rochefort) jako Delphine Garnier
- 1968: Benjamin, czyli pamiętnik cnotliwego młodzieńca (Benjamin) jako Anne
- 1968: Manon 70 jako Manon
- 1968: Mayerling jako Maria Vetsera
- 1968: Zawirowania serca (La chamade) jako Lucile
- 1969: Tout peut arriver jako Interviewee
- 1969: Kwietniowe szaleństwa (The April Fools) jako Catherine Gunther
- 1969: Syrena z Missisipi (La sirène du Mississippi) jako Julie Roussel/Marion Vergano
- 1970: Księżniczka w oślej skórze (Peau d’Âne) jako Peau d’Âne
- 1970: Tristana jako Tristana
- 1970: Henri Langlois
- 1971: To zdarza się tylko innym (Ça n'arrive qu'aux autres) jako Catherine
- 1972: Gliniarz (Un flic) jako Cathy
- 1972: Liza jako Liza
- 1973: Największe wydarzenie od czasu, kiedy człowiek stanął na księżycu[82] Irčne
- 1974: Nie dotykaj białej kobiety![83] jako Marie-Hélène de Boismonfrais
- 1974: Czyny szlachetnego rodu (Fatti di gente per bene) jako Linda Murri
- 1974: Kobieta w czerwonych butach[84] jako Françoise LeRoi
- 1974: La Bourgeoise
- 1975: Zig zig jako Marie
- 1975: Samotnik (Le sauvage) jako Nelly
- 1975: Pigalak (Hustle) jako Nicole Britton
- 1975: Agresja (L'agression) jako Sarah
- 1976: Si c'était a refaire jako Catherine Berger
- 1977: Il était une fois la légion
- 1977: Anima persa jako Elisa Stolz
- 1977: Domek na plaży (Casotto) jako Woman in the Dream
- 1977: Maszeruj lub giń (March or Die) jako Simone Picard
- 1978: Ils sont grands, ces petits jako Louise
- 1978: Écoute voir... jako Claude Alphand
- 1978: Cudze pieniądze (L'argent des autres) jako Cécile Rainier
- 1979: We dwoje (À nous deux) jako Françoise
- 1979: Courage fuyons jako Eva
- 1980: Ostatnie metro (Le dernier métro) jako Marion Steiner
- 1980: Abattre
- 1980: Kocham was wszystkich (Je vous aime) jako Alice
- 1981: Wybór broni (Le choix des armes) jako Nicole Durieux
- 1981: Hotel Ameryka (Hôtel des Amériques) jako Hélène
- 1982: Szok (Le choc) jako Claire
- 1983: Zagadka nieśmiertelności (The Hunger) jako Miriam Blaylock
- 1983: Afrykanin (L'Africain) jako Charlotte
- 1984: Fort Saganne jako Louise
- 1984: Słowa i muzyka (Paroles et musique) jako Margaux
- 1984: Szczególna przyjemność (Le bon plaisir) jako Claire Despres
- 1985: Miejmy nadzieję, że to będzie córka (Speriamo che sia femmina) jako Claudia
- 1986: Miejsce zbrodni (Le lieu du crime) jako Lili Ravenel
- 1987: Zmącone śledztwo (Agent trouble) jako Amanda Weber
- 1988: Dziwne miejsce na spotkanie (Drôle d'endroit pour une rencontre)
- 1989: Fréquence meurtre jako Jeanne Quester
- 1991: Przeciw zapomnieniu (Contre l'oubli)
- 1991: Królowa karnawału (La reine blanche) jako Liliane Ripoche
- 1992: Indochiny (Indochine) jako Eliane Devries
- 1993: François Truffaut: Skradzione portrety[85] jako ona sama
- 1993: Moja ulubiona pora roku (Ma saison préférée) jako Emilie
- 1994: La partie d'échecs jako Marquise
- 1995: Sto i jedna noc (Les cent et une nuits) jako La star-fantasme
- 1995: Klasztor (O Convento) jako Hélene
- 1996: Złodzieje (Les voleurs) jako Marie Leblanc
- 1997: Genealogia zbrodni (Généalogies d’un crime) jako Jeanne/Solange
- 1998: Place Vendôme jako Marianne
- 1998: Powiew nocy (Le vent de la nuit) jako Helene
- 1999: Pola X jako Marie
- 1999: Wschód - Zachód (Est – Ouest) jako Gabrielle
- 1999: Moja piękna teściowa (Belle Maman) jako Lea
- 1999: Czas odnaleziony (Le temps retrouvé) jako Odette
- 2000: Tańcząc w ciemnościach (Dancer in the Dark) jako Kathy
- 2001: D’Artagnan (The Musketeer) jako królowa
- 2001: Tomcio Paluch (Le petit poucet) jako królowa
- 2001: Wracam do domu (Je rentre à la maison) jako Marguerite
- 2001: Chmury (Clouds: Letters to My Son) jako narrator (francuska wersja językowa)
- 2001: Absolument fabuleux jako widz
- 2002: 8 kobiet (8 femmes) jako Gaby
- 2002: Au plus pres du paradis jako Fanette
- 2003: Ruchome słowa (Um Filme Falado) jako Delfina
- 2003: Niebezpieczne związki (Les liaisons dangereuses) jako madame de Merteuil
- 2004: Królowie i królowa (Rois et reine) jako pani Vasset
- 2004: Utracona miłość (Les temps qui changent) jako Cécile
- 2004: Princesse Marie jako Maria Bonaparte
- 2005: Królową być (Palais royal!) jako Eugenia
- 2008: Z miłości do gwiazd (Mes stars et moi) jako Solange Duvivier
- 2009: Opowieści z ławeczki[86] jako klientka kupująca szafę
- 2011: Żona doskonała (Potiche) jako Suzanne Pujol
- 2012: Asterix i Obelix: W służbie Jej Królewskiej Mości[87] jako królowa Cordelia
- 2012: Linie Wellingtona (Linhas de Wellington) jako Severina
- 2013: Bettie wyrusza w drogę (Elle s'en va) jako Bettie
- 2014: 3 serca (3 coeurs) jako pani Berger
- 2014: Królowa kasyna (L’homme qu'on aimait trop) jako Renée Le Roux
- 2015: Zupełnie Nowy Testament (Le tout nouveau testament) jako Martine
- 2015: Z podniesionym czołem (La tête haute) jako Florence Blaque
- 2017: Dwie kobiety (Sage femme) jako Béatrice Sobolevski
- 2018: Tout nous sépare jako Louise Keller
- 2019: Prawda (La vérité) jako Fabienne Dangeville
- 2021: Dopóki żyję (De son vivant) jako Crystal Boltanski
- 2023: Bernadette jako Bernadette Chirac
- 2024: Marcello Mio jako ona sama

producentka
- 1988: Dziwne miejsce na spotkanie (Drôle d'endroit pour une rencontre)

## Odznaczenia
- Order Księżnej Olgi III klasy (Ukraina, 2023)[88]